# بلیموماب
بلیموماب (با نام تجاری بنلیستا) پادتن تک‌تیرهٔ انسانی است که فاکتور فعال‌کننده لنفوسیت بی را مهار می‌کند  